# Indicadores de desempenho organizacional

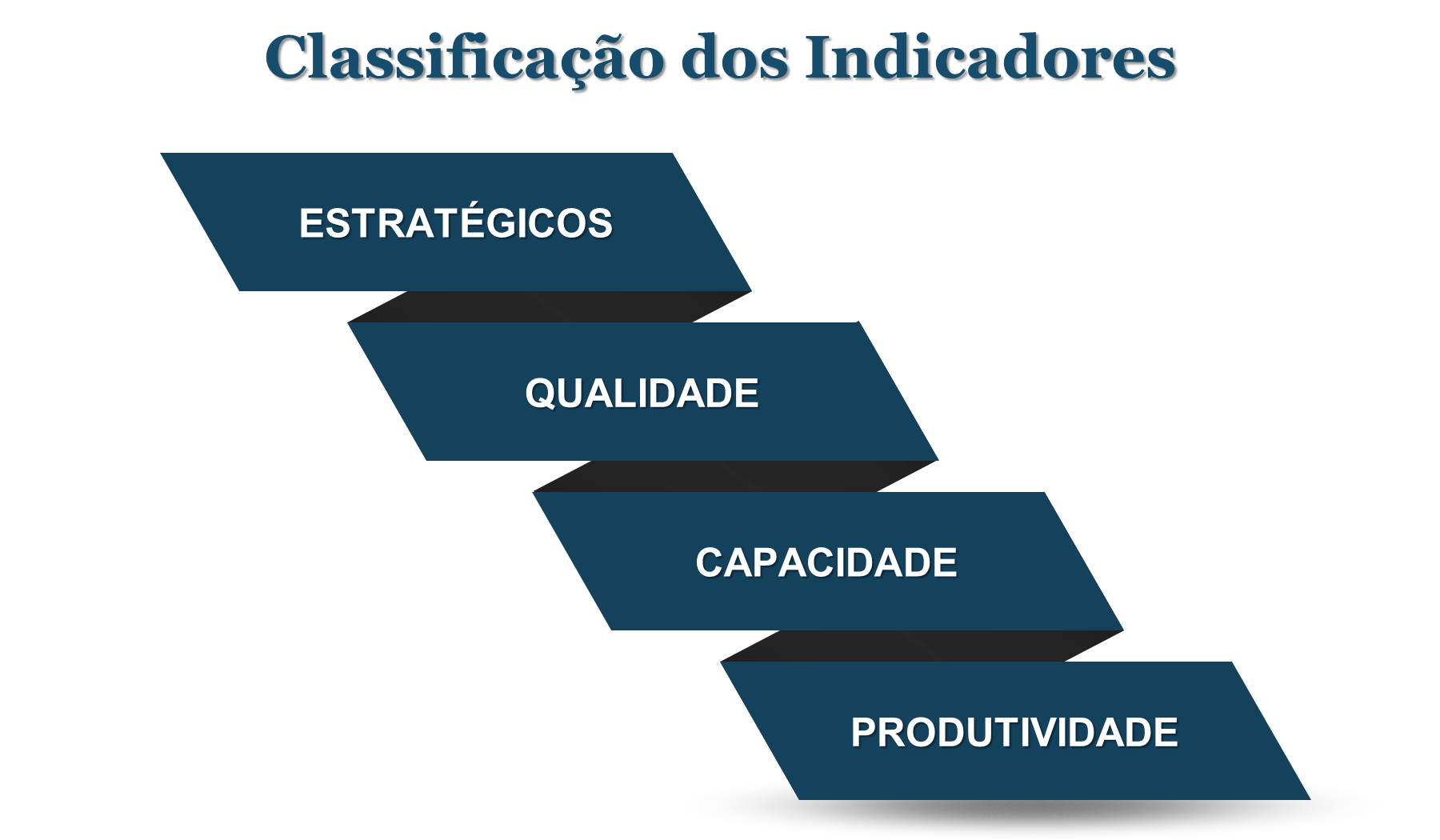
Tipos de Indicadores de desempenho organizacional, e a demonstração da ligação entre eles.
Fonte: Os autores (2016)

## Definição
Trata-se de uma representação dos dados obtidos da execução das atividades organizacionais, demonstrados de uma forma organizada e alinhada com a estratégia empresarial. O conceito central está em apontar o desempenho, segundo os propósitos definidos em um planejamento estratégico.
- Os indicadores de desempenho organizacional são ferramentas básicas utilizadas para o gerenciamento do sistema organizacional.

Com estes indicadores as Empresa são capazes de aferir os processos organizacionais, apontar possíveis alterações nos planejamentos já definidos.

## Funções
Os indicadores ou métricas, são essenciais ao planejamento e controle dos processos das organizações, possibilitando o estabelecimento de metas e o seu desdobramento, já que os Resultado são fundamentais para a análise crítica dos desempenhos, para a tomada de decisões e para o novo ciclo de planejamento.
A característica essencial para uma organização é a capacidade de aplicar com Sucesso seus indicadores para a medição de seu desempenho, viabilizando um maior conhecimento de seus processos, relacionados com os pontos críticos, permitindo uma avaliação contínua da eficiência, eficácia e efetividade de seus processos e pessoas.
Complementando, a gestão organizacional deve estar embasada na indicação apontada por suas medidas de desempenho, as quais deverão estar definidas no planejamento estratégico organizacional.
Os indicadores de desempenho organizacional são utilizados pelos gestores da alta administração para trabalhar de maneira eficiente conquistando todos os objetivos almejados.
A utilização destes indicadores poderá ter grande relevância no sucesso de uma empresa visto que eles são usados como ferramenta de estratégia em diferentes níveis de departamentos organizacionais. Por isso que é conveniente que a empresa faça o uso de mais de um indicador com o intuito de realizar uma tomada de decisão eficaz. “Gerenciar é controlar. Sem controle não há gerenciamento. Sem medição, não há controle". 

## Tipos
| Tipos de Indicadores        | Características |
| --------------------------- | --- |
| Estratégicos:               | - Informam o quanto a organização se encontra na direção da consecução de sua visão; - Refletem o desempenho em relação aos fatores críticos para o êxito.                                                               |
| Produtividade (eficiência): | - Medem a proporção de recursos consumidos com relação às saídas dos processos; - Devem andar lado a lado com os de qualidade.                                                                                           |
| Qualidade (eficácia):       | - Focam as medidas de satisfação dos clientes e as características do produto/serviço; - Medem como o produto ou serviço é percebido pelos usuários e a capacidade do processo em atender os requisitos desses usuários. |
| Capacidade:                 | - Medem a capacidade de resposta de um processo através da relação entre saídas produzidas por unidade de tempo. |

Eles devem estar alinhados com os objetivos da empresa e aos fatores críticos de sucesso da organização, é de extrema importância que eles estejam diretamente ligados as intenções dos objetivos.
Estes indicadores funcionam como ferramentas que conduzem ao comportamento desejado e devem dar aos indivíduos o direcionamento aos indivíduos que precisam atingir objetivos na empresa.
Eles devem ser quantificáveis, confiáveis e medido de maneira continua. Devem-se usar indicadores que mostrem um índice ou taxa.

## Subdivisão dos indicadores
São subdivididos em taxa, índice, driver e outcome. Com o objetivo de obter uma satisfatória estrutura de medição e desempenho é necessário que métricas de desempenho sejam utilizadas com o intuito de relacionar os problemas da empresa, por isso que são subdivididas:
- O driver é um indicador também conhecido como construtor, leading, item de verificação, caracterizado pela possibilidade de ser gerenciado pela cobrança. Mede a causa antes de o efeito acontecer e serve para verificar se os planos ligados aos fatores críticos estão sendo cumpridos.

- Outcome caracteriza-se por um indicador menos gerenciável e que se origina dos pensamentos dos gestores, mede efeito após certo tempo e serve para verificar se os objetivos estão sendo atingidos.

A primeira eficiência vem dos indicadores de resultado outcome, os quais estão associados aos objetivos da organização. A segunda eficiência avalia se as ações estão conduzindo a organização aos objetivos esperados. Os indicadores chamados de direcionadores do Desempenho,drivers permite a avaliação dos resultados esperados. A relação entre estes indicadores direciona o caminho para se alcançar a posição almejada.

## Adoção
Os indicadores de desempenho podem ser usados em várias situações, tais como:
- Planejamento estratégico - para ajudar a clarear os objetivos e a lógica intrínseca;

- Processo orçamentário - para auxiliar uma alocação mais eficiente dos recursos

- Na avaliação dos resultados para medir o que foi alcançado em relação aos objetivos;

- Marketing e em relações públicas - para comunicar valor para o meio externo à organização

- Na gestão da qualidade  : para medir a satisfação dos clientes e avaliar a capacidade de melhorá-la;

- Benchmarking: para identificar os melhores desempenhos, de forma a aprender a partir das melhores práticas.

## Elementos necessários para um bom sistema de indicadores
Abaixo serão apresentados elementos que são considerados necessários para um bom sistema de indicadores com capacidade de monitorar e avaliar os resultados:
- é coerente com a visão e com a concepção que as organizações envolvidas têm sobre os objetivos centrais e as dimensões que um projeto deve considerar e resulta da negociação transparente e não impositiva dos diferentes interesses e expectativas;

- considera particularidades do contexto e foi desenvolvido com base em bom conhecimento da realidade na qual se vai intervir;

- define indicadores que captam efeitos atribuíveis às ações, aos serviços e aos produtos gerados pelo próprio projeto;

- tem indicadores bem definidos, precisos e representativos de aspectos centrais da estratégia do projeto, sem ter pretensão de dar conta da totalidade;

- está orientado para o aprendizado, estimulando novas reflexões e a compreensão pelos vários envolvidos sobre a complexidade dos fatores que podem determinar ou não o alcance dos objetivos;

- prevê e especifica os meios de verificação que serão utilizados, bem como os responsáveis pela coleta de informação, pela análise e tomada de decisões;

- combina de modo adequado à natureza do projeto, à indicadores relativos à eficiência, à eficácia e à efetividade;

- é simples, capaz de ser compreendido por todos e não apenas por especialistas, sem ser simplista;

- é viável do ponto de vista operacional e financeiro;

- fornece informações relevantes e em quantidade que permite a análise e a tomada de decisão;

- aproveita as fontes confiáveis de informações existentes, poupando recursos, tempo e energia do projeto.